# Inge Rønde
Inge Rønde var en dansk atlet fra Mariendal som satte tre danske rekorder i sprint i 1931. Hun vandt aldrig DM, da DM for kvinder først blev indført 1944.

## Danske rekorder
- 60 meter: 8,7 1931
- 300 meter: 47,8 1931
- 300 meter: 47,8 1931